# Gravellona Lomellina
Gravellona Lomellina ist eine norditalienische Gemeinde (comune) mit 2711 Einwohnern (Stand 31. Dezember 2023) in der Provinz Pavia in der Lombardei. Die Gemeinde liegt etwa 34 Kilometer westnordwestlich von Pavia und etwa 17 Kilometer südöstlich von Novara und grenzt unmittelbar an die Provinz Novara.

## Wirtschaft
Der wichtigste Sektor der Wirtschaft ist die Landwirtschaft, insbesondere der intensive Anbau von Reis. Außerdem erfolgt der Anbau von Pappeln und Mais. Auch ist ein kleiner industrieller Bereich vorhanden.

## Kultur
Seit 1992 findet am ersten Wochenende im Juni das Festival Festa dell'Arte mit Folklore- und Kunstveranstaltungen statt. Es werden Kunstwerke wie z. B. Fresken und Wandmalereien, Formen aus Schmiedeeisen auf den Dächern und Mosaiken auf den Gehwegen präsentiert.

## Gemeindepartnerschaft
Gravellona Lomellina unterhält eine Partnerschaft mit der französischen Gemeinde Linards im Département Haute-Vienne.

## Persönlichkeiten
In Gravellona Lomellina wurde der schwedische Maler Louis Sparre (1863–1964) geboren.